# Travis Homer
Travis Homer (West Palm Beach, Florida, 7 de agosto de 1998) es un jugador profesional estadounidense de fútbol americano que se desempeña en la posición de running back en Chicago Bears, equipo de la National Football League (NFL).

## Carrera
Fue seleccionado en la sexta ronda en la Reunión Anual de Selección de Jugadores de la NFL de 2019. Hizo su debut profesional con el equipo Seattle Seahawks, en el cual jugó cuatro temporadas (2019-2023), luego pasó a Chicago Bears, donde lleva jugando una temporada.